# توماس ثيودور كريتندن
توماس ثيودور كريتندن هو محامي وسياسي أمريكي، ولد في 1832 في شيلبيفيل في الولايات المتحدة، وتوفي في 29 مايو 1909 في كانساس سيتي في الولايات المتحدة. نشط حزبياً في الحزب الديمقراطي. وقد انتخب حاكم ميسوري ‏ (10 يناير 1881 – 12 يناير 1885) وانتخب عضو مجلس النواب الأمريكي عن دائرة Missouri's 7th congressional district ‏ (4 مارس 1877 – 3 مارس 1879).